# Bernd Stumpf
Bernd Stumpf (* 16. Juni 1940 in Jena) ist ein deutscher Fußballfunktionär und ehemaliger Fußballschiedsrichter des Deutschen Fußball-Verbandes.
Am 6. Juni 1981 leitete er das FDGB-Pokalendspiel zwischen dem 1. FC Lokomotive Leipzig und dem FC Vorwärts Frankfurt, das 4:1 endete. Während seiner Zeit als FIFA-Schiedsrichter hatte er 60 internationale Einsätze als Schiedsrichter und Assistent, davon 4 Länder- und 6 Europapokalspiele.
In der DDR-Oberliga kam er auf 98 Schiedsrichtereinsätze. Im Meisterschaftsspiel des 18. Spieltages der Saison 1985/86 zwischen dem 1. FC Lokomotive Leipzig und dem BFC Dynamo am 22. März 1986 gab Bernd Stumpf in der 4. Minute der Nachspielzeit einen Elfmeter für den Berliner FC Dynamo, der zum Ausgleichstreffer zum 1:1-Endstand führte. Dies löste heftige Diskussionen um Bevorteilungen des Berliner Clubs aus. Nach diesem Spiel schloss der DDR-Fußballverband den Schiedsrichter aus den beiden höchsten Spielklassen, Oberliga und DDR-Liga, aus. Durch ein Trainingsvideo aus anderer Perspektive, das erst im Jahr 2000 veröffentlicht wurde, wurde indes die Korrektheit des damaligen Strafstoßpfiffes und die unberechtigte Sanktion Stumpfs belegt.
Nach der politischen Wende in der DDR nahm Stumpf eine Funktionärstätigkeit im Thüringer Fußball-Verband an, ist Mitglied im dortigen Spielausschuss sowie Mitglied des Sicherheitsausschusses des Nordostdeutschen Fußballverbandes. Er bestreitet, Manipulationen im DDR-Fußball durchgeführt zu haben.
Für die Zeit seines Grundwehrdienstes von 1963 bis 1964 hatte Bernd Stumpf eine Erklärung als Inoffizieller Mitarbeiter des Ministeriums für Staatssicherheit (MfS) unterschrieben. Als Begründung für die Bereitschaftserklärung gab er im Nachhinein an, wegen einer Verfehlung während seiner Armeezeit erpressbar gewesen zu sein. 1989 verpflichtete er sich unter dem Decknamen „Peter Richter“ erneut zur inoffiziellen Zusammenarbeit mit dem MfS.